# 企救郡
- 令制国一覧 > 西海道 > 豊前国 > 企救郡
- 日本 > 九州地方 > 福岡県 > 企救郡

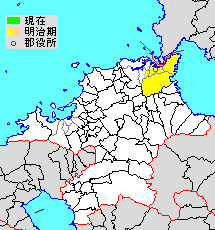
福岡県企救郡の位置

企救郡（きくぐん）は、福岡県東部地域の豊前国にあった郡。

## 郡域
1878年（明治11年）に行政区画として発足した当時の郡域は、下記の区域にあたる。
- 北九州市
  - 門司区、小倉北区、小倉南区の全域
  - 八幡東区の一部（概ね川淵町、荒生田、祝町、中尾、小熊野、猪倉町より南東および田代・田代町[1]）
- 行橋市の一部（矢山・千仏）

## 歴史

### 近世以降の沿革
- 明治初年時点では全域が豊前小倉藩領であった。「旧高旧領取調帳」に記載されている明治初年時点での村は以下の通り[2]。●は村内に寺社領が存在。（1町112村）

小倉城下、城野村、上城野村、片野新町村、水町村、蜷田村、下石田村、上石田村、隠蓑村、下横代村、上横代村、丸ヶ口村、堀越村、志井村、徳力村、上南方村、下南方村、守恒村、北方村、北方新町村、●下曽根村、中曽根村、上曽根村、東朽網村、西朽網村、下貫村、中貫村、上貫村、上長野村、下長野村、津田村、田原村、祇園町村、長尾村、能行村、辻蔵村、三岳村、田代村、合馬村、吉兼村、●山本村、春吉村、道原村、頂吉村、矢山村、呼野村、小森村、●市丸村、木下村、井手浦村、新道寺村、石原町村、母原村、高津尾村、徳光村、片野村、萩崎村、三郎丸村、中津口村、砂原村、大畠村、足立村、熊本村、●黒原村、湯川村、葛原村、葛原新町村、沼村、吉田村、下吉田村、吉志村、恒見村、下富野村、上富野村、赤坂村、新町村、馬寄村、原町村（現・北九州市門司区）、大里村、柳村、二十町村、小森江村、●楠原村、門司村、田野浦村、白野江村、大積村、喜多久村、柄杓田村、黒川村、平山村、伊川村、猿喰村、畑村、今津村、●篠崎村、今村、●蒲生村、高野村、小熊野村、高槻村、荒生田村、上到津村、●下到津村、井堀村、中原村、●干上村、田町村、菜園場村、原町村（現・北九州市小倉北区）、金田村、馬島、藍島
- 慶応3年（1867年）3月 - 長州戦争により小倉藩が移転して香春藩となり、全域が山口藩預地となる。
- 明治2年（1869年）8月 - 日田県の管轄となる[12]。
- 明治初年 - 下石田村・上石田村が合併して石田村となる。（1町111村）
- 明治3年（1870年）（1町110村）
  - 下横代村・上横代村が合併して横代村となる。
  - 原町村（柳ヶ浦）が改称して東原町村となる。
- 明治4年11月14日（1871年12月25日） - 第1次府県統合により小倉県の管轄となる。
- 明治9年（1876年）4月18日 - 第2次府県統合により福岡県の管轄となる。
- 明治10年（1877年） - 上到津村・下到津村が合併して到津村となる。（1町109村）
- 明治11年（1878年）11月1日 - 郡区町村編制法の福岡県での施行により、行政区画としての企救郡が発足。郡役所が小倉に設置。
- 明治20年（1887年） - 以下の町村の統合が行われる。（1町69村）
  - 三萩野村 ← 片野新町村、片野村、萩崎村、三郎丸村
  - 南方村 ← 上南方村、下南方村
  - 曽根村 ← 下曽根村、中曽根村、上曽根村
  - 朽網村 ← 東朽網村、西朽網村
  - 貫村 ← 下貫村、中貫村、上貫村
  - 長野村 ← 上長野村、下長野村
  - 長行村 ← 祇園町村、長尾村、能行村、高野村
  - 辻三村 ← 辻蔵村、三岳村
  - 徳吉村 ← 吉兼村、徳光村
  - 砂津村 ← 中津口村、砂原村
  - 足原村 ← 大畠村、足立村、熊本村、黒原村
  - 富野村 ← 下富野村、上富野村
  - 柳ヶ浦村 ← 新町村、馬寄村、東原町村、大里村、柳村、二十町村
  - 槻田村 ← 高槻村、荒生田村
  - 板櫃村 ← 到津村、干上村、田町村、原町村（現・北九州市小倉北区）、金田村
  - 中井村 ← 井堀村、中原村、菜園場村
  - 上城野村・水町村が城野村に、丸ヶ口村が横代村に、北方新町村が北方村に、葛原新町村が葛原村に、下吉田村が吉田村に、楠原村が門司村に、平山村が伊川村にそれぞれ合併。

### 町村制以降の沿革

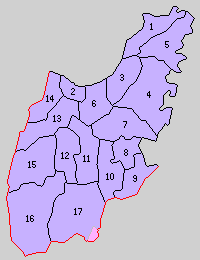
1.文字ヶ関村 2.小倉町 3.柳ヶ浦村 4.松ヶ江村 5.東郷村 6.足立村 7.霧岳村 8.曽根村 9.朽網村 10.芝津村 11.城野村 12.東紫村 13.西紫村 14.板櫃村 15.西谷村 16.中谷村 17.東谷村（紫：北九州市 桃：行橋市）

- 明治22年（1889年）4月1日 - 町村制の施行により、以下の町村が発足。特記以外は全域が現・北九州市。（1町16村） 
  - 文字ヶ関村 ← 小森江村、門司村、田野浦村
  - 小倉町 ← 小倉城下[13]、砂津村［長浜浦］、板櫃村［平松浦］
  - 柳ヶ浦村（単独村制）
  - 松ヶ江村 ← 猿喰村、畑村、今津村、吉志村、恒見村、伊川村
  - 東郷村 ← 大積村、白野江村、黒川村、喜多久村、柄杓田村
  - 足立村 ← 富野村、赤坂村、三萩野村、砂津村［長浜浦を除く］、足原村
  - 霧岳村 ← 湯川村、葛原村、沼村、吉田村
  - 曽根村 ← 曽根村、田原村
  - 朽網村 ← 朽網村、曽根新田[14]
  - 芝津村 ← 貫村、長野村、津田村
  - 城野村 ← 横代村、石田村、隠蓑村、蜷田村、堀越村、城野村
  - 東紫村 ← 北方村、守恒村、徳力村、南方村、志井村
  - 西紫村 ← 蒲生村、今村、小熊野村、篠崎村
  - 板櫃村 ← 板櫃村［平松浦を除く］、中井村、槻田村、馬島、藍島
  - 西谷村 ← 長行村、辻三村、合馬村、田代村、徳吉村
  - 中谷村 ← 高津尾村、山本村、春吉村、道原村、頂吉村
  - 東谷村 ← 石原町村（現・北九州市）、新道寺村（現・北九州市、行橋市）、母原村、井手浦村、木下村、市丸村、小森村、呼野村、矢山村［本村・内蔵・千仏地区］（現・北九州市）
  - 矢山村の一部（別所・大行事地区）が京都郡椿市村の一部となる。
- 明治27年（1894年）8月1日 - 文字ヶ関村が町制施行・改称して門司町となる。（2町15村）
- 明治29年（1896年）7月1日 - 郡制を施行。
- 明治32年（1899年）4月1日 - 門司町が市制施行して門司市となり、郡より離脱。（1町15村）
- 明治33年（1900年）4月1日 - 小倉町が市制施行して小倉市となり、郡より離脱。（15村）
- 明治40年（1907年）6月1日（11村） 
  - 霧岳村・曽根村・朽網村・芝津村が合併し、改めて曽根村が発足。
  - 城野村・東紫村が合併して企救村が発足。
- 明治41年（1908年）4月1日 - 西紫村が分割し、一部（蒲生・今村）が企救村に、残部（小熊野・篠崎）が板櫃村にそれぞれ編入。（10村）
- 明治41年（1908年）12月1日 - 柳ヶ浦村が町制施行・改称して大里町となる。（1町9村）
- 大正6年（1917年）10月1日 - 企救村が町制施行して企救町となる。（2町8村）
- 大正11年（1922年）10月1日 - 板櫃村が町制施行して板櫃町となる。（3町7村）
- 大正12年（1923年）
  - 2月1日 - 大里町が門司市に編入。（2町7村）
  - 4月1日 - 郡会が廃止。郡役所は存続。
- 大正15年（1926年）7月1日 - 郡役所が廃止。以降は地域区分名称となる。
- 大正14年（1925年）4月28日 - 板櫃町が分割し、一部（槻田・小熊野の各一部）が八幡市に、残部が小倉市にそれぞれ編入。（1町7村）
- 昭和2年（1927年）4月1日 - 足立村が小倉市に編入。（1町6村）
- 昭和4年（1929年）11月1日 - 東郷村が門司市に編入。（1町5村）
- 昭和9年（1934年）4月1日 - 曽根村が町制施行して曽根町となる。（2町4村）
- 昭和10年（1935年）時点での当郡の面積は203.07平方km、人口は47,389人（男25,717人・女21,672人）[15]。
- 昭和12年（1937年）9月1日 - 企救町が小倉市に編入。（1町4村）
- 昭和16年（1941年）4月1日 - 中谷村・西谷村が小倉市に編入。（1町2村）
- 昭和17年（1942年）5月15日（1村）
  - 曽根町が小倉市に編入。
  - 松ヶ江村が門司市に編入。
- 昭和23年（1948年）9月10日 - 東谷村が小倉市に編入。同日企救郡消滅。福岡県内では1896年の郡の再編以来、初の郡消滅となった。

### 変遷表
| 明治22年以前                                                            | 明治22年4月1日 | 明治22年 - 明治45年                       | 明治22年 - 明治45年                       | 大正1年 - 昭和19年          | 大正1年 - 昭和19年                   | 大正1年 - 昭和19年                   | 昭和20年 - 昭和29年          | 昭和30年 - 現在          | 現在              |
| ----------------------------------------------------------------------- | -------------- | ----------------------------------------- | ----------------------------------------- | --------------------------- | ------------------------------------ | ------------------------------------ | ---------------------------- | ------------------------ | ----------------- |
| 小倉町・長浜浦・ 平松浦                                                 | 小倉町         | 明治33年4月1日 市制                       | 明治33年4月1日 市制                       | 小倉市                      | 小倉市                               | 小倉市                               | 小倉市                       | 昭和38年2月10日 北九州市 | 北九州市 小倉北区 |
| 板櫃村・中井村・ 槻田村・馬島・ 藍島                                    | 板櫃村         | 板櫃村                                    | 板櫃村                                    | 大正11年10月1日 町制 板櫃町 | 大正14年4月28日 大部分を小倉市に編入 | 大正14年4月28日 大部分を小倉市に編入 | 小倉市                       | 昭和38年2月10日 北九州市 | 北九州市 小倉北区 |
| 小熊野村・篠崎村                                                        | 西紫村         | 明治41年4月1日 小熊野・篠崎を板櫃村に編入 | 明治41年4月1日 小熊野・篠崎を板櫃村に編入 | 大正11年10月1日 町制 板櫃町 | 大正14年4月28日 大部分を小倉市に編入 | 大正14年4月28日 大部分を小倉市に編入 | 小倉市                       | 昭和38年2月10日 北九州市 | 北九州市 小倉北区 |
| 富野村・赤坂村・ 三萩野村・砂津村・ 足原村                              | 足立村         | 足立村                                    | 足立村                                    | 足立村                      | 足立村                               | 昭和2年4月1日 小倉市に編入           | 小倉市                       | 昭和38年2月10日 北九州市 | 北九州市 小倉北区 |
| 城野村・横代村・ 石田村・隠蓑村・ 堀越村・蜷田村                        | 城野村         | 明治40年6月1日 企救村                     | 明治40年6月1日 企救村                     | 大正6年10月1日 町制 企救町  | 大正6年10月1日 町制 企救町           | 昭和12年9月1日 小倉市に編入          | 小倉市                       | 昭和38年2月10日 北九州市 | 北九州市 小倉南区 |
| 北方村・守恒村・ 徳力村・南方村・ 志井村                                | 東紫村         | 明治40年6月1日 企救村                     | 明治40年6月1日 企救村                     | 大正6年10月1日 町制 企救町  | 大正6年10月1日 町制 企救町           | 昭和12年9月1日 小倉市に編入          | 小倉市                       | 昭和38年2月10日 北九州市 | 北九州市 小倉南区 |
| 蒲生村・今村                                                            | 西紫村         | 明治41年4月1日 蒲生・今村を企救村に編入   | 明治41年4月1日 蒲生・今村を企救村に編入   | 大正6年10月1日 町制 企救町  | 大正6年10月1日 町制 企救町           | 昭和12年9月1日 小倉市に編入          | 小倉市                       | 昭和38年2月10日 北九州市 | 北九州市 小倉南区 |
| 曽根村・田原村                                                          | 曾根村         | 明治40年6月1日 曾根村                     | 明治40年6月1日 曾根村                     | 明治40年6月1日 曾根村       | 昭9年4月1日 町制 曽根町              | 昭和17年5月15日 小倉市に編入         | 小倉市                       | 昭和38年2月10日 北九州市 | 北九州市 小倉南区 |
| 湯川村・葛原村・ 沼村・吉田村                                           | 霧岳村         | 明治40年6月1日 曾根村                     | 明治40年6月1日 曾根村                     | 明治40年6月1日 曾根村       | 昭9年4月1日 町制 曽根町              | 昭和17年5月15日 小倉市に編入         | 小倉市                       | 昭和38年2月10日 北九州市 | 北九州市 小倉南区 |
| 貫村・長野村・ 津田村                                                   | 芝津村         | 明治40年6月1日 曾根村                     | 明治40年6月1日 曾根村                     | 明治40年6月1日 曾根村       | 昭9年4月1日 町制 曽根町              | 昭和17年5月15日 小倉市に編入         | 小倉市                       | 昭和38年2月10日 北九州市 | 北九州市 小倉南区 |
| 朽網村・曽根新田                                                        | 朽網村         | 明治40年6月1日 曾根村                     | 明治40年6月1日 曾根村                     | 明治40年6月1日 曾根村       | 昭9年4月1日 町制 曽根町              | 昭和17年5月15日 小倉市に編入         | 小倉市                       | 昭和38年2月10日 北九州市 | 北九州市 小倉南区 |
| 長行村・徳吉村・ 辻三村・合馬村・ 田代村                                | 西谷村         | 西谷村                                    | 西谷村                                    | 西谷村                      | 西谷村                               | 昭和16年4月1日 小倉市に編入          | 小倉市                       | 昭和38年2月10日 北九州市 | 北九州市 小倉南区 |
| 高津尾村・山本村・ 春吉村・道原村・ 頂吉（かぐめよし）村                | 中谷村         | 中谷村                                    | 中谷村                                    | 中谷村                      | 中谷村                               | 昭和16年4月1日 小倉市に編入          | 小倉市                       | 昭和38年2月10日 北九州市 | 北九州市 小倉南区 |
| 石原町村・新道寺村・ 母原村・井手浦村・ 木下村・市丸村・ 小森村・呼野村 | 東谷村         | 東谷村                                    | 東谷村                                    | 東谷村                      | 東谷村                               | 東谷村                               | 昭和23年9月10日 小倉市に編入 | 昭和38年2月10日 北九州市 | 北九州市 小倉南区 |
| 小森江村・門司村・ 田野浦村                                             | 文字ヶ関村     | 明治27年8月1日 町制改称門司町             | 明治32年4月1日 市制                       | 門司市                      | 門司市                               | 門司市                               | 門司市                       | 昭和38年2月10日 北九州市 | 北九州市 門司区   |
|                                                                         | 柳ヶ浦村       | 明治41年12月1日 町制改称大里町            | 明治41年12月1日 町制改称大里町            | 大正12年2月1日 門司市に編入 | 大正12年2月1日 門司市に編入          | 大正12年2月1日 門司市に編入          | 門司市                       | 昭和38年2月10日 北九州市 | 北九州市 門司区   |
| 大積村・白野江村・ 黒川村・喜多久村・ 柄杓田村                          | 東郷村         | 東郷村                                    | 東郷村                                    | 東郷村                      | 東郷村                               | 昭和4年11月1日 門司市に編入          | 門司市                       | 昭和38年2月10日 北九州市 | 北九州市 門司区   |
| 猿喰村・畑村・ 今津村・吉志村・ 恒見村・伊川村                          | 松ヶ江村       | 松ヶ江村                                  | 松ヶ江村                                  | 松ヶ江村                    | 松ヶ江村                             | 昭和17年5月15日 門司市に編入         | 門司市                       | 昭和38年2月10日 北九州市 | 北九州市 門司区   |

## 行政
歴代郡長
| 代 | 氏名     | 就任年月日                | 退任年月日                | 備考                   |
| -- | -------- | ------------------------- | ------------------------- | ---------------------- |
| 1  |          | 1878年（明治11年）11月1日 |                           |                        |
|    | 村岡益章 | 1897年（明治30年）12月    |                           |                        |
|    |          |                           | 1926年（大正15年）6月30日 | 郡役所廃止により、廃官 |